# Ivan Seal
Ivan Seal (Stockport, 1973) is een Brits kunstschilder en audiokunstenaar.
Seal werkte samen met ambientartiest Leyland James Kirby, ook wel bekend als The Caretaker.
Seal geeft zijn schilderijen computergegenereerde benamingen.